# 秋田プリマ食品
秋田プリマ食品株式会社（あきたプリマしょくひん）は、秋田県由利本荘市に本社を置く業務用惣菜や加工食品を製造・販売するプリマハムの連結子会社。

## 概要
1961年8月に首都圏向けのハム・ソーセージの製造を目的に設立した「プリマハム秋田工場」が前身。ハム・ソーセージの需要低下に伴い、2000年10月より惣菜・加工食品工場に業態変更。、2002年4月、プリマハムの生産体制整備の一環として「秋田プリマ食品株式会社」に分社化した。

## 沿革
- 1961年8月 - 秋田県誘致企業第1号として「竹岸畜産工業秋田工場」設立。
- 1965年 - プリマハム秋田工場となる。
- 2000年10月 - ハム・ソーセージ製造工場から惣菜・加工食品製造工場に業態変更。
- 2002年4月 - 「プリマハム秋田工場」と「由利食品工業」が合併し、「秋田プリマ食品株式会社」設立。

## おもな製造品
- 「鍋三昧」シリーズ
  - きりたんぽ鍋専用比内地鶏スープを含む鍋物用スープ
  - 鍋物用生つくね
- ローストビーフ（ギフト用含む）
- ギフト専用鴨ロースト
- ハンバーグ
- トンカツ
- 春巻
- 冷凍食品
- レトルト食品（豚カルビ丼の具など）
- コンビニエンスストア向け弁当